# Jon Abrahams
Jon Avery Abrahams (Nova Iorque, 29 de outubro de 1977) é um ator americano que teve sua estreia nos cinemas no filme Kids do diretor Larry Clark.
Estrelando em muitos filmes e programas de TV, seus papéis mais notáveis são: Bobby em Scary Movie, Dalton Chapman no filme de terror House of Wax e Denny Byrnes na comédia de Ben Stiller Meet the Parents. Ele também é conhecido por ter interpretado "DJ Jonny" no programa The Ellen DeGeneres Show durante a quarta temporada, substituindo Tony Okungbowa, sendo mais tarde substituído por Stryker devido ao desejo de continuar atuando em filmes. Abrahams divide seu tempo entre Los Angeles e Park Slope, Brooklyn. Pode ser visto em 2009 na comédia "2 Dudes & a Dream", que atualmente está em pós-produção.
Abraham também estrelou no clipe de Enrique Iglesias "Do You Know? (The Ping Pong Song)".

## Filmografia
| Ano  | Título                   | Papel             |
| ---- | ------------------------ | ----------------- |
| 1995 | Kids                     | Steven            |
| 1995 | Dead Man Walking         | Sonny Poncelet    |
| 1997 | Masterminds              | Richard 'K-Dog'   |
| 1998 | The Faculty              | Boyfriend of Girl |
| 1999 | Outside Providence       | Drugs Delaney     |
| 2000 | Boiler Room              | Jeff              |
| 2000 | Boston Public            | Zach Fischer      |
| 2000 | Scary Movie              | Bobby Prinze      |
| 2000 | Meet the Parents         | Denny Byrnes      |
| 2001 | Texas Rangers            | Berry Smith       |
| 2002 | They                     | Billy Parks       |
| 2003 | My Boss's Daughter       | Paul              |
| 2005 | House of Wax             | Dalton Chapman    |
| 2005 | Prime                    | Morris            |
| 2006 | Bottoms Up               | Jimmy DeSnappio   |
| 2007 | Gardener of Eden         | Don               |
| 2008 | The Hill                 | Howard            |
| 2009 | Who Do You Love?         | Phil Chess        |
| 2009 | 2 Dudes & a Dream        | Model Instructor  |
| 2012 | Missed Connections       | Josh Lindsay      |
| 2013 | Second Generation Wayans | Gavriel Rosembaum |
| 2014 | Non-Stop                 | David Norton      |
| 2014 | The Mentalist            | Peter Kilgallen   |
| 2014 | Criminal Minds           | Leo Jenkins       |
| 2015 | Condemned                | Vince             |
| 2016 | All At Once              | James Maxwell     |